# 亡靈帝國
Empire of the Dead，也被称为George Romero's Empire of the Dead，是漫威漫画的系列漫画，出版于2014年。作者为乔治·A·罗梅罗。

## 相关电视剧
2015年5月，在戛纳电影节宣布，该漫画改编的电视剧正在开发。